# 佐嘉神社
佐嘉神社（さがじんじゃ）は、佐賀県佐賀市にある神社である。旧社格は別格官幣社。江戸時代後期から明治時代初期に流行した藩祖を祀った神社のひとつ。

## 祭神
佐賀藩10代藩主鍋島直正と11代藩主鍋島直大を祀る。直正は藩政改革を行い、大隈重信・江藤新平らの人材を育成した。直大は戊辰戦争で官軍として戦い、明治2年には版籍奉還を申し出た。

## 歴史
直正の歿後の明治6年（1873年）、直正の威徳を賛え、鍋島家の祖先を祀る松原神社に南殿を造営し、直正を祀った。昭和4年（1929年）、直正を祀る別格官幣社・佐嘉神社の創建が決定した。昭和8年（1933年）に現在地に社殿を造営し、松原神社の直正の霊を遷座した。昭和23年（1948年）、松原神社南殿に祀られていた直大の霊を佐嘉神社に合祀した。
松原神社は別の神社として運営されていたが、昭和36年に佐嘉神社と運営を一本化した。

## 境内社
敷地内には佐嘉神社の他に7つの神社があり、「八社詣巡り」をすると大願が叶えるといわれる。
- 1番社・佐嘉神社
- 2番社・松根社
- 3番社・松原神社（後述）
- 4番社・佐嘉荒神社
- 5番社・松原恵比須社
- 6番社・松原稲荷神社
- 7番社・松原河童社
- 8番社・松原梛木社

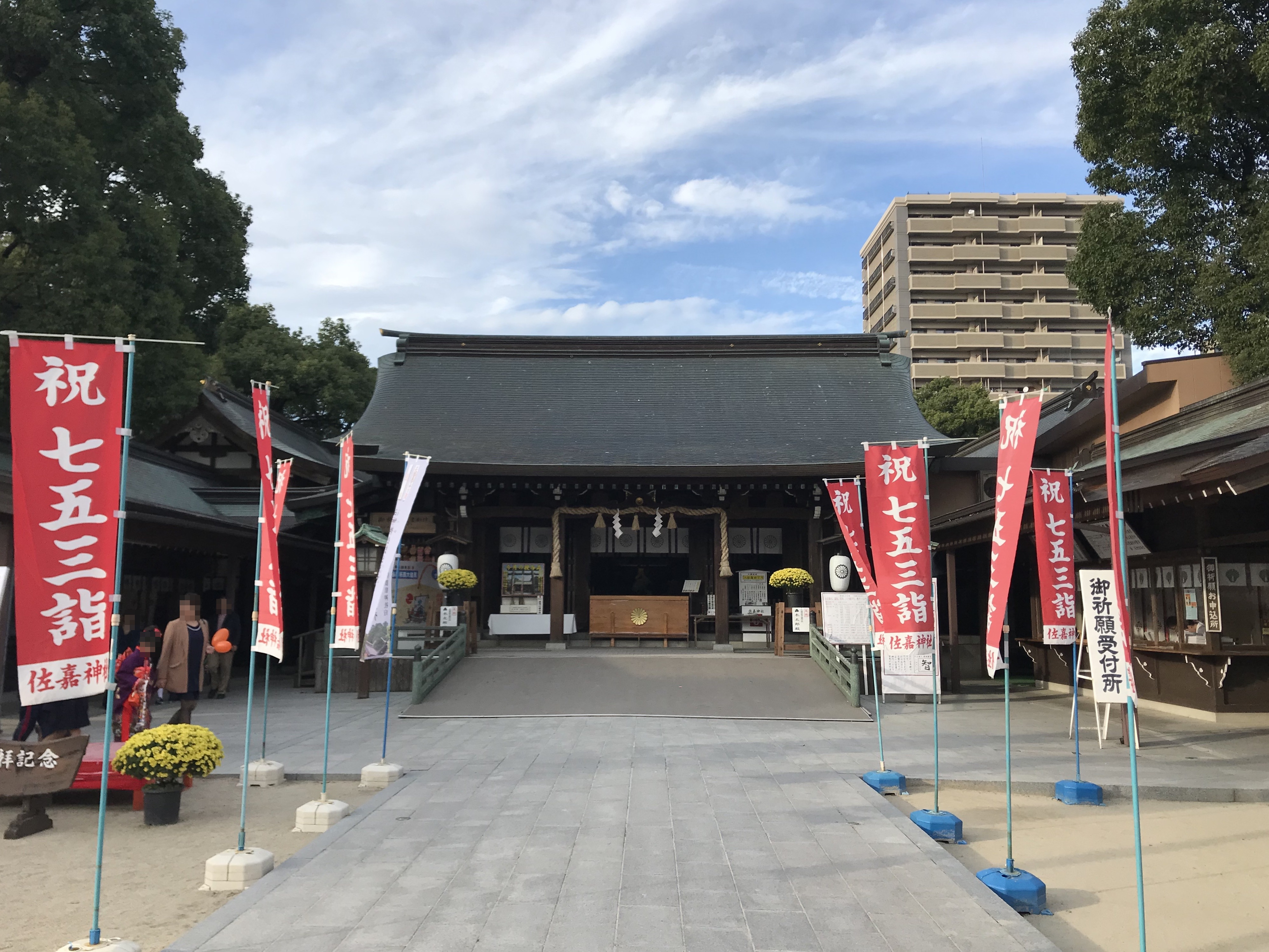
佐嘉神社
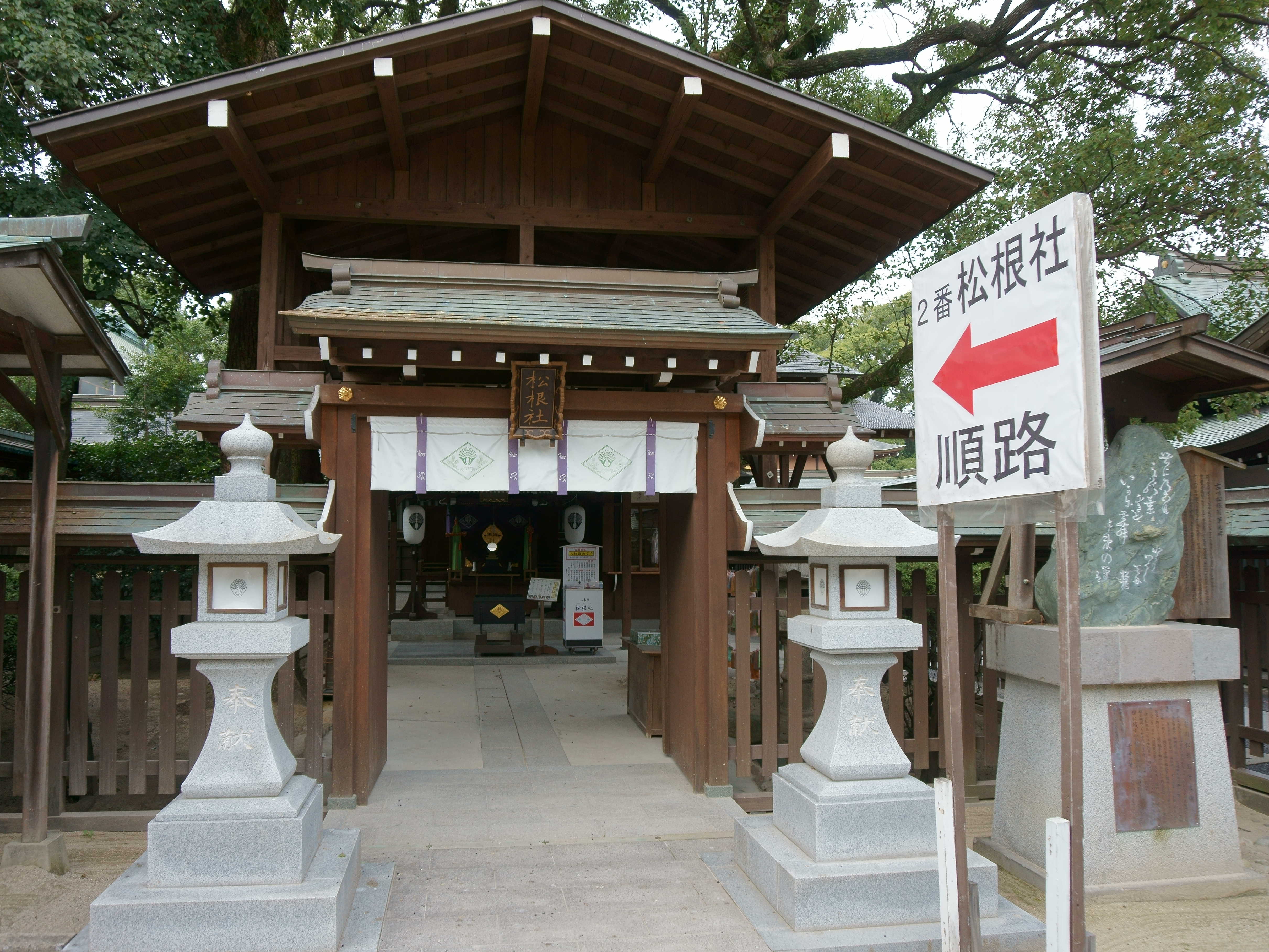
松根社
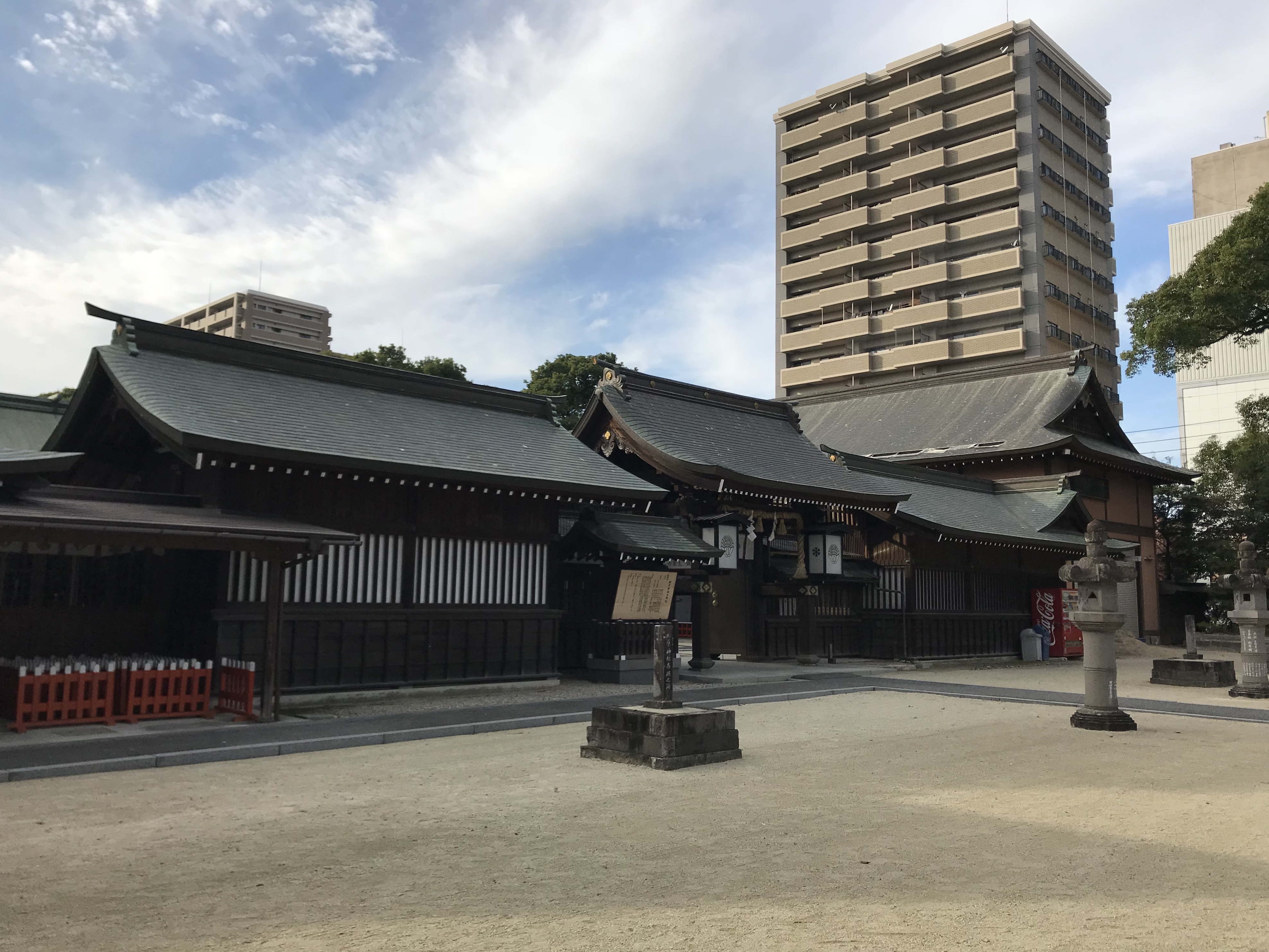
松原神社
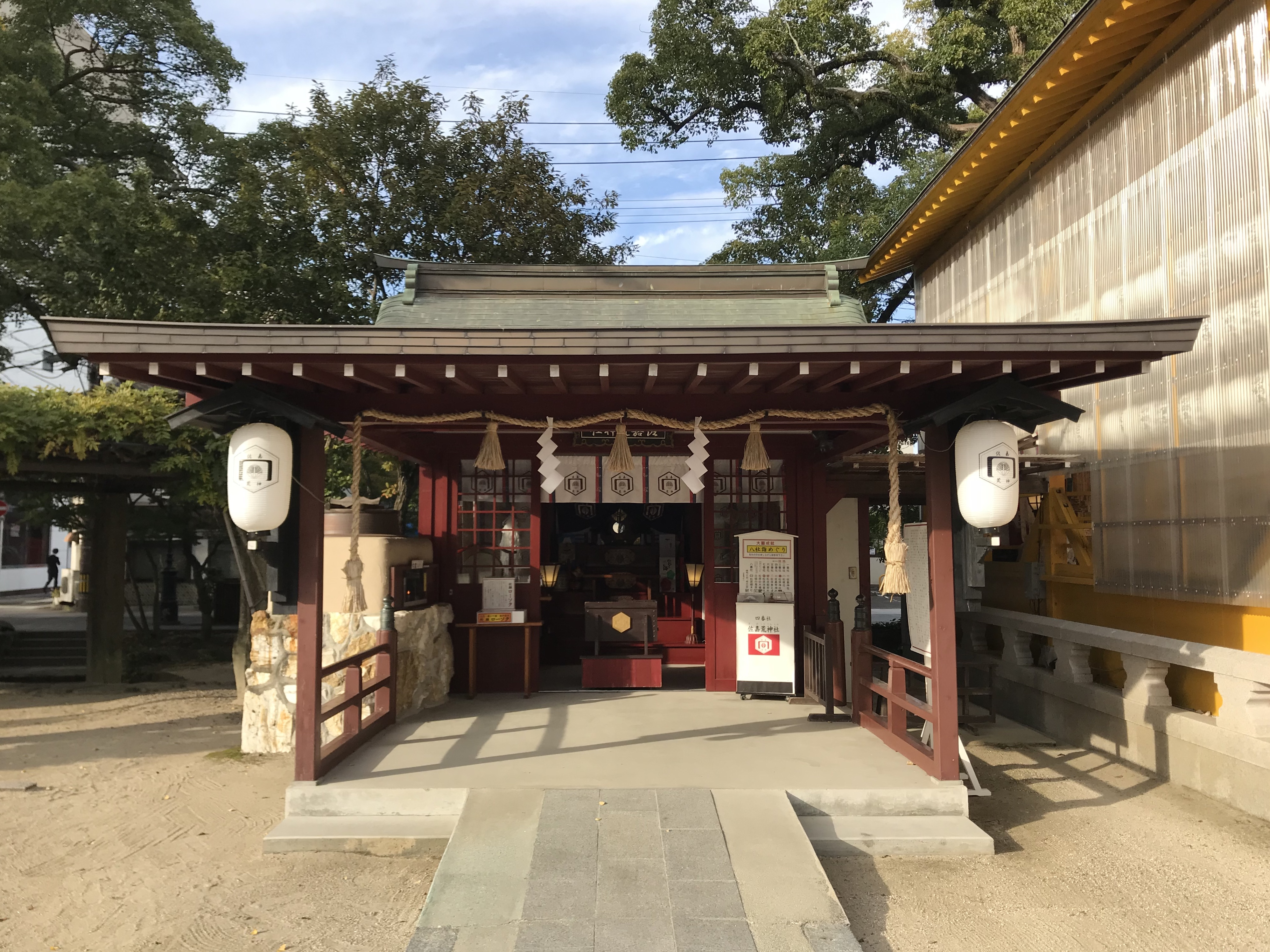
佐嘉荒神社
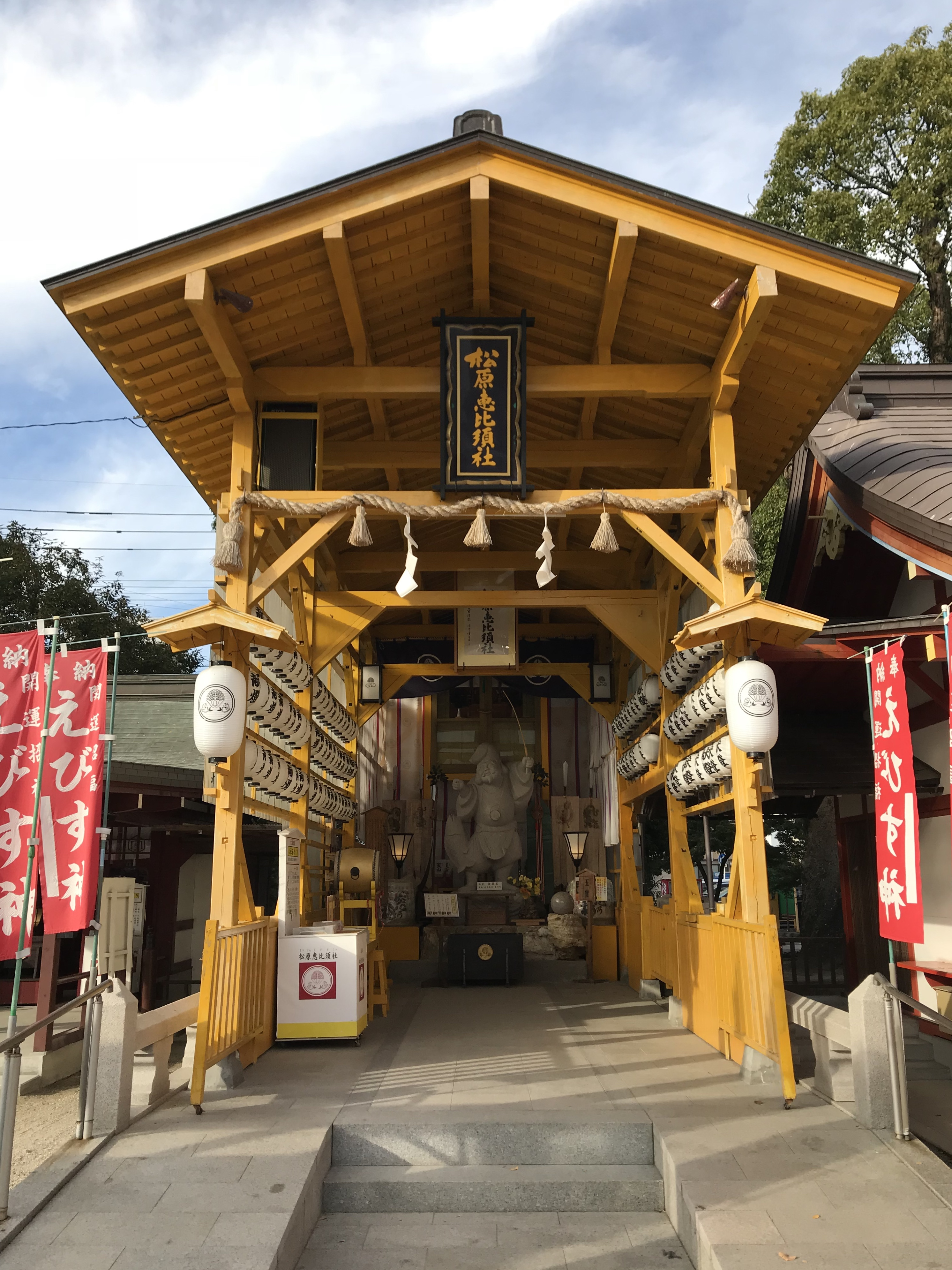
松原恵比須社
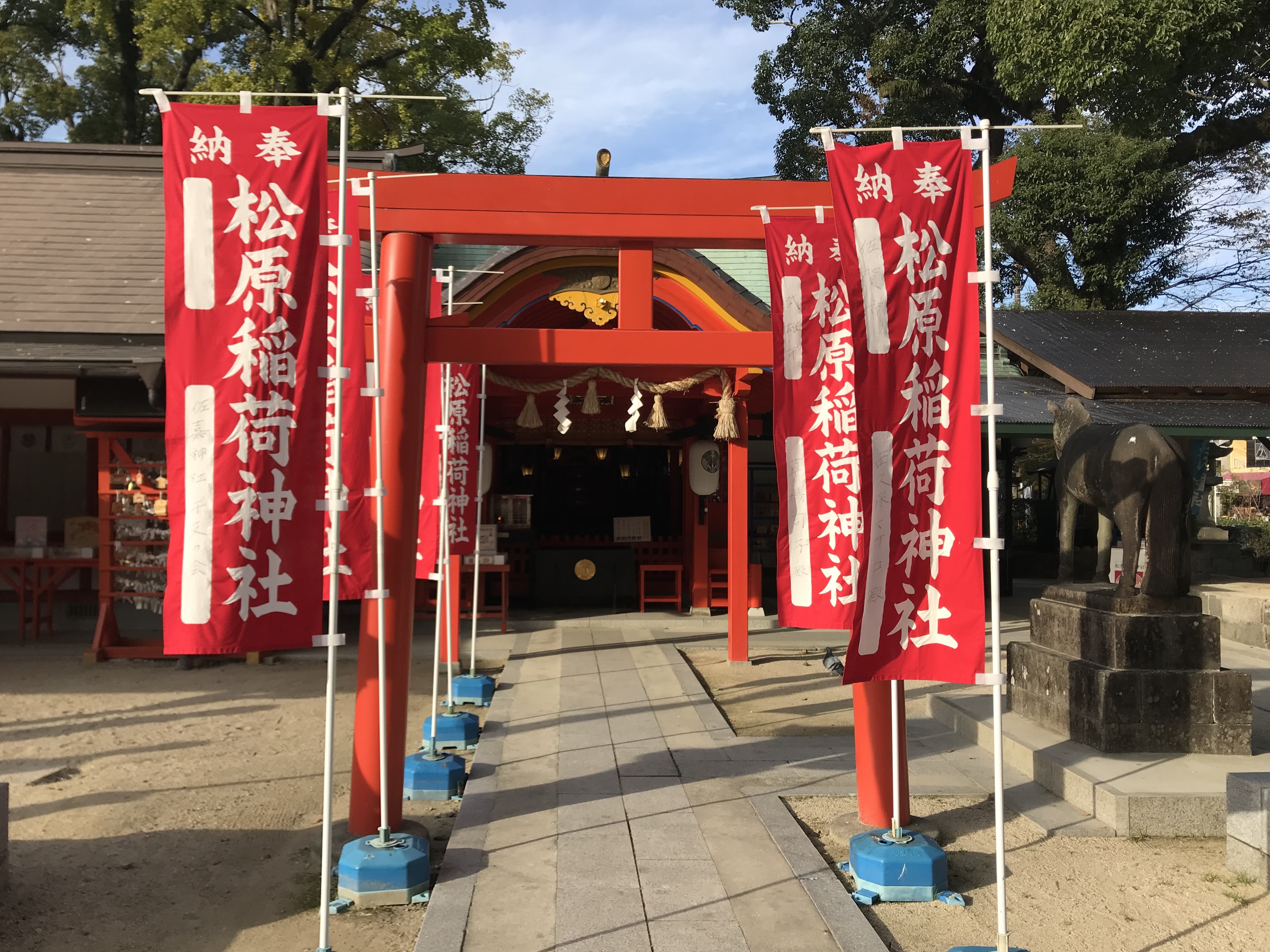
松原稲荷神社
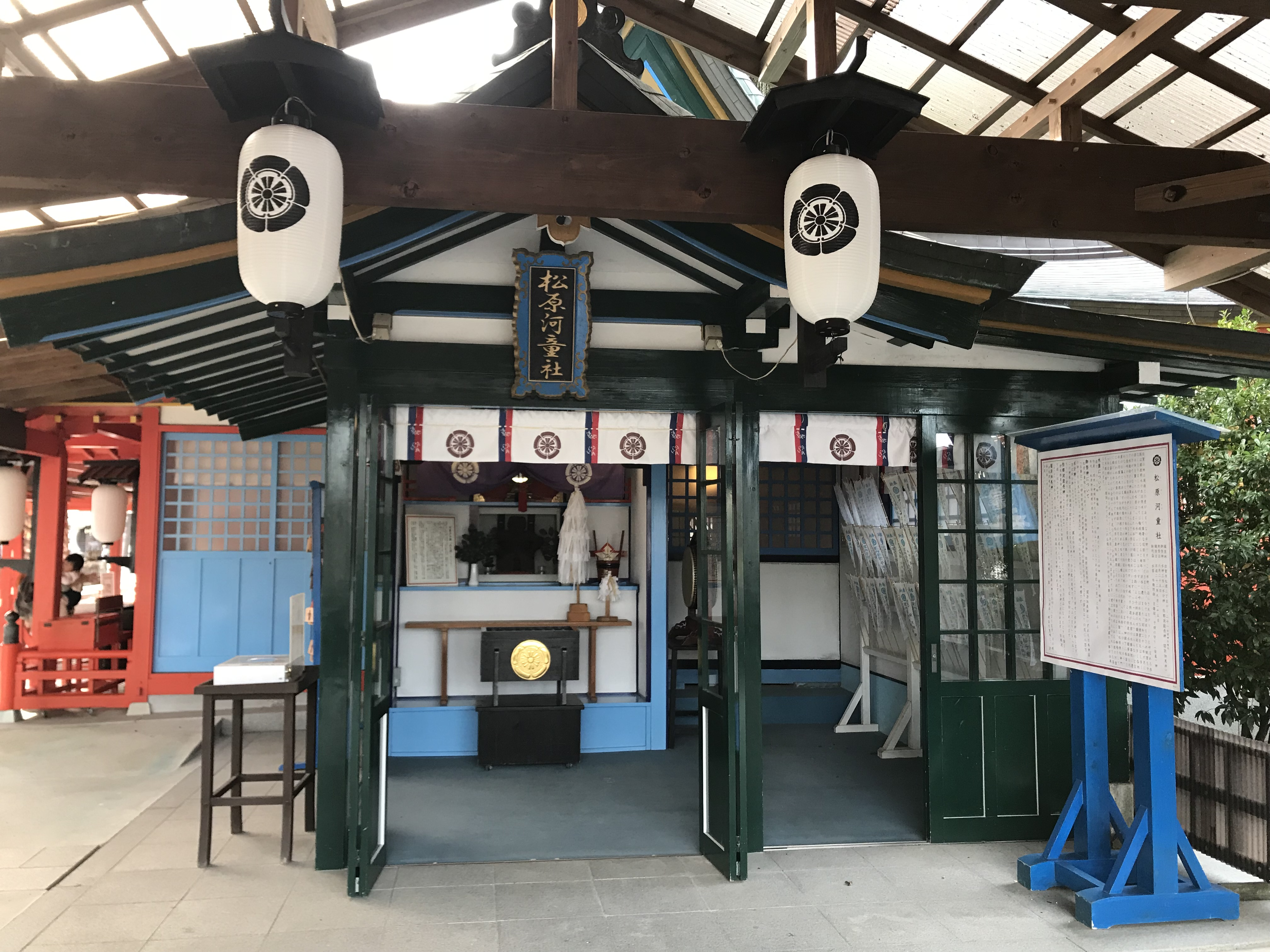
松原河童社
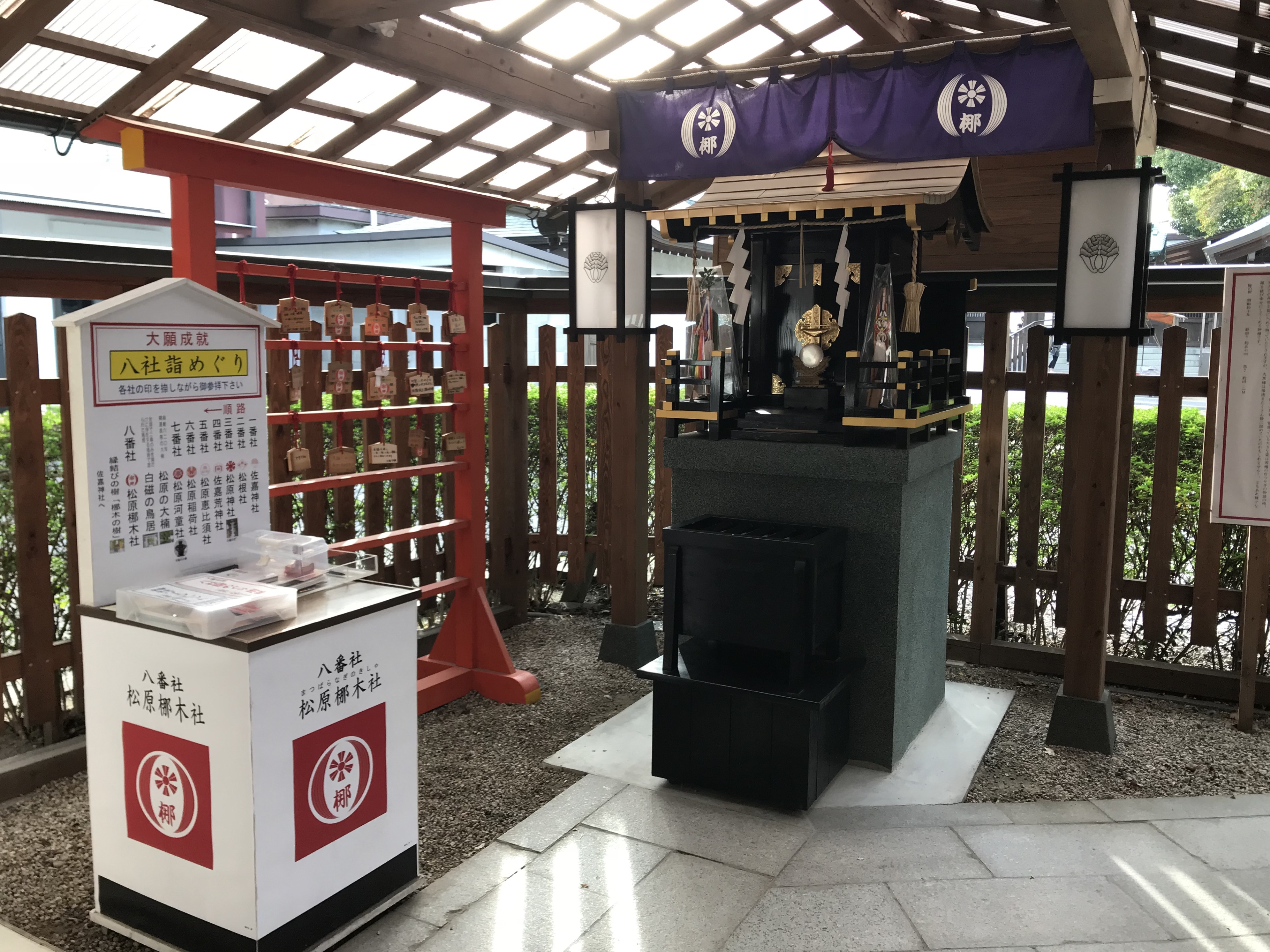
松原梛木社

### 松原神社
松原神社（まつばらじんじゃ）は、佐嘉神社境内にある神社である。
安永元年（1772年）、鍋島家の始祖鍋島直茂を祀る神社として創建され、直茂の法号から日峯（にっぽう）大明神（日峯宮）と称した。現在も「日峯さん」の通称で呼ばれる。この時代には、各藩で藩祖・祖先を祀る神社が創建されていた。
文化14年（1817年）に直茂の祖父・清久、直茂の正室・彦鶴姫を合祀した。明治5年、初代藩主・勝茂を合祀し、「松原神社」に改称した。
明治6年（1873年）、元からあった本殿の北と南に新たに神殿を造営し、南殿に10代藩主鍋島直正を、北殿に鍋島氏以前に佐賀を治めていた龍造寺家の隆信・政家・高房を祀った。元からあった本殿は、これ以降「中殿」と称されるようになった。大正12年（1912年）、南殿に、2年前に歿した11代藩主鍋島直大を合祀した。
昭和8年に佐嘉神社が造営され、南殿の鍋島直正の霊を遷座した。昭和23年、南殿の鍋島直大の霊も佐嘉神社に遷座し、南殿は廃止された。昭和38年、松原神社本殿を改築し、中殿・北殿を一つにした。

## 交通
- 佐賀駅隣の佐賀駅バスセンターから佐賀市営バス2番系統で6分、佐嘉神社前バス停下車。

## 関連図書
- 二六興信所編纂　山田米吉編『勤王事蹟別格官幣社精史』102〜103頁　二六興信所　1935年（国立国会図書館デジタルコレクション）
- 安津素彦・梅田義彦編集兼監修者『神道辞典』神社新報社、1968年、31頁
- 白井永二・土岐昌訓編集『神社辞典』東京堂出版、1979年、154頁